# Saint-Appolinard (Loire)
Saint-Appolinard é uma comuna francesa na região administrativa de Auvérnia-Ródano-Alpes, no departamento de Loire. Estende-se por uma área de 9,84 km². Em 2010 a comuna tinha 713 habitantes (densidade: 72,5 hab./km²).